# Karol Walezjusz
Karol de Valois (ur. 12 marca 1270, zm. grudzień 1325 w Nogent-le-Roi) – hrabia Valois od 1284 r., hrabia Andegawenii i Maine od 1290 r. jako mąż Małgorzaty Andegaweńskiej, hrabia Alençon i Chartres, tytularny król Aragonii w latach 1284-1295, cesarz Konstantynopola w latach 1301-1307 jako mąż Katarzyny I. 
Młodszy syn króla Francji Filipa III Śmiałego i jego pierwszej żony Izabeli, córki króla Aragonii Jakuba I Zdobywcy, brat Filipa IV Pięknego.

## Życiorys
Latem 1283 legat papieski Jan Cholet zaoferował Karolowi w imieniu papieża Marcina IV tron królestwa Aragonii. Po kilkumiesięcznych negocjacjach Karol został oficjalnie ogłoszony królem Aragonii przez swojego ojca. Miało to miejsce 2 lutego 1284. W tym samym roku Karol został pasowany na rycerza i otrzymał hrabstwo Valois. W maju przyszło oficjalne nadanie mu przez papieża tronu Aragonii. W tym samym miesiącu armia francuska przekroczyła granicę Aragonii. Postępy armii krzyżowej (w czerwcu wyprawa do Aragonii zyskała rangę krucjaty) były niewielkie. Na początku 1285 zdobyto Gironę. Tam kardynał Cholet ukoronował Karola na króla Aragonii. Nie mając jednak pod ręką korony, ukoronował go własnym kapeluszem. Karol zyskał w ten sposób przydomek „króla kapeluszy” (roi de chapeau).
Tymczasem flota aragońska Rogera z Laurii zniszczyła flotę francuską. Armia lądowa króla Filipa cierpiała na dyzenterię. W końcu Filip III zarządził odwrót. Nie dotarł jednak do Francji. Zmarł 5 października 1285 w Perpignan. Królem został starszy brat Karola, Filip IV Piękny. Rozpoczął on negocjację z Aragonią, ale toczyły się one dość opornie, gdyż Filip chętnie widziałby swego brata na aragońskim tronie.
Po kilku latach wojny obie strony zaczęły jednak dążyć do pokoju. Andegaweński król Neapolu Karol II był zdecydowany zakończyć wojnę z Aragonią, która wybuchła jeszcze za życia jego ojca w 1282, kiedy to przeciwko Andegawenom zbuntowała się Sycylia i poddała się władzy króla Aragonii. W 1289 Karol II przybył do Francji. Po kilku miesiącach negocjacji udało mu się przekonać Karola de Valois do rezygnacji z pretensji do aragońskiego tronu. Karol miał za to otrzymać hrabstwa Andegawenii i Maine, które w posagu miała mu wnieść córka Karola, Małgorzata. Ślub odbył się 18 maja 1290. 19 lutego 1291 zawarto traktat z Aragonią. W zamian za zrzeczenie się praw do tronu, Karol otrzymał od swojego brata część obszarów byłego hrabstwa Tuluzy. Ostateczne zrzeczenie się praw do tronu nastąpiło w 1295.
W 1291 Karol otrzymał hrabstwo Alençon. W 1293 został hrabią Chartres. Rozpoczął również błyskotliwą karierę wodza. W 1297 dowodził wojskami francuskimi, które zaatakowały Flandrię. W tym samym roku poprowadził wyprawę przeciwko Akwitanii. W 1299 zmarła jego żona Małgorzata i Karol ożenił się ponownie z Katarzyną de Courtenay, tytularną cesarzową Konstantynopola. W 1301 papież Bonifacy VIII poprosił Karola o pomoc w walce z gibelinami w Italii. Karol, uważając, że ta wyprawa wzmocni jego pozycję w Italii, co okaże się pomocne w planowanej wyprawie na Konstantynopol, wyraził zgodę. W 1302, obdarowany przez papieża tytułem hrabiego Romanii, spustoszył północną i środkową Italię (m.in. złupił Florencję, za co został skrytykowany przez Dantego w Boskiej komedii) oraz w maju 1302 zaatakował Sycylię. Udało mu się opanować znaczną część wyspy, ale upalne lato, choroby w armii i przynaglające go do powrotu listy Filipa IV (który właśnie poniósł klęskę we Flandrii) skłoniły go do rokowań z królem Fryderykiem. Ich owocem był pokój w Caltabellotta, który kończył wojnę rozpoczętą w 1282.
Katarzyna de Courtenay zmarła na przełomie 1307 i 1308 Karol jednak do końca życia marzył o krucjacie przeciwko Bizancjum i odzyskania cesarskiego tronu w Konstantynopolu. W 1308 po śmierci Albrechta I zgłosił swoją kandydaturę na tron Świętego Cesarstwa Rzymskiego, ale przegrał z Henrykiem VII Luksemburskim.

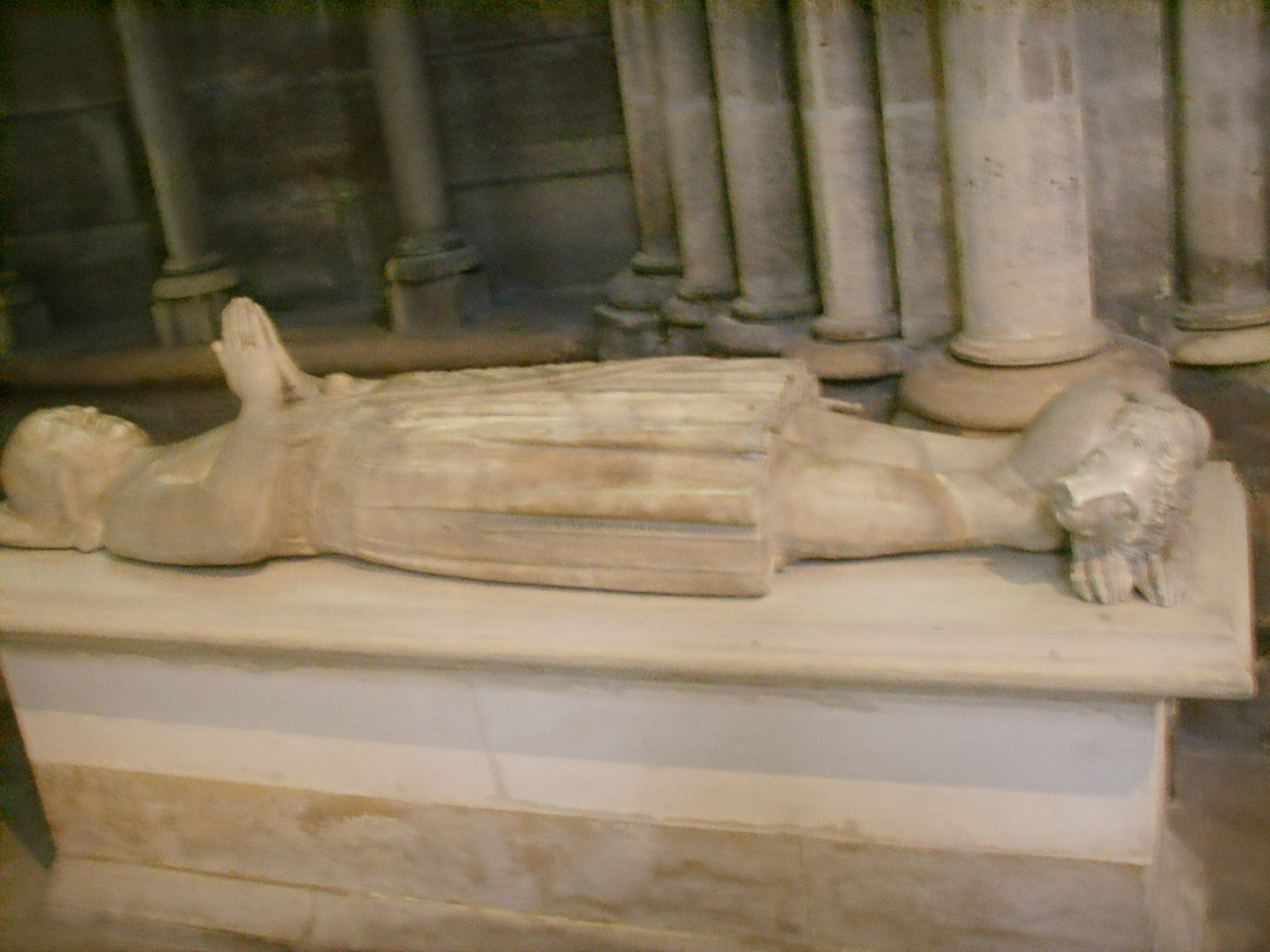
Nagrobek Karola de Valois

Odgrywał znaczną rolę we Francji za panowania ostatnich Kapentyngów. Zdolny wódz, rozrzutny aż do przesady, był gorliwym obrońcą feudalnych przywilejów rycerstwa. Sprzeciwiał się więc polityce swojego brata Filipa IV, który ograniczał rolę stanu rycerskiego wzmacniając prerogatywy Korony i opierając się na wykształconych mieszczanach. W 1311 znajdował się w składzie delegacji francuskiej na rokowania z Flamandami w Tournai. Tam doszło do sporu Karola z jednym z najbliższych doradców Filipa IV, Enguerrandem de Marigny. Karol nigdy nie wybaczył Marigny'emu wydarzeń z Tournai.
Sprzeciwiał się postępowaniu Filipa IV wobec zakonu templariuszy. W 1314 sprzeciwiał się skazaniu wielkiego mistrza Jakuba de Molay na śmierć. Za każdym razem bezskutecznie.
Po śmierci Filipa IV, który zmarł 29 listopada 1314, królem został jego syn, Ludwik X Kłótliwy. Faktycznym władcą Francji został jednak Karol de Valois, a nie słaby król. W 1315 udało się księciu doprowadzić do procesu i egzekucji de Marigny'ego. Ludwik X zmarł w 1316, pozostawiając żonę, Klemencję, brzemienną. Karol starał się o regencję na czas ciąży królowej i małoletności jej potencjalnego syna, jednak pokonał go jego bratanek, młodszy brat Ludwika X, Filip de Poitiers. Królowa Klemencja rzeczywiście urodziła syna, Jana, ale zmarł on po 5 dniach. Filip de Poitiers został królem jako Filip V.
Za jego rządów wpływ Karola na władzę został ograniczony. Valois stał się, obok Roberta III d’Artois, największym oponentem króla. Filip V zmarł w 1322 i tron objął jego młodszy brat, Karol IV Piękny. Karol de Valois odzyskał wpływ na rządy stając się ponownie faktycznym władcą Francji. W 1324 poprowadził swoją ostatnią wyprawę wojenną do Gujenny, chcąc zmusić króla Anglii Edwarda II do złożenia hołdu królowi Francji. Kampania zakończyła się sukcesem. Hołd złożył w sierpniu 1325 syn Edwarda II, hrabia Chester.
Valois leżał już w tym czasie na łożu śmierci. Zmarł w grudniu 1325 r. Został pochowany w kościele Dominikanów w Paryżu. Jego najstarszy syn, Filip, został w 1328 r. pierwszym królem Francji z dynastii Walezjuszów.

## Małżeństwa
Karol de Valois był trzykrotnie żonaty:
- 18 sierpnia 1290 w Corbeil poślubił Małgorzatę Andegaweńską (ok. 1273[2] - 1299[2]), córkę króla Neapolu Karola II Kulawego i Marii, córki króla Węgier Stefana V.
- 8 lutego 1302 w Saint-Cloud poślubił Katarzynę I de Courtenay (ok. 1274[2] - 1307[2]), tytularną cesarzową Konstantynopola, córkę Filipa I de Courtenay i Beatrycze, córki króla Sycylii Karola I Andegaweńskiego.
- w czerwcu 1308 w Poitiers poślubił Mahaut de Châtillon[3] (1293[2] - październik 1358[3]), córkę Gwidona IV de Châtillon, hrabiego de Saint-Pol i Marii Bretońskiej[3], córki księcia Bretanii Jana II.

## Potomkowie
- Z pierwszego małżeństwa:
  - Izabela (?–1309[2]), poślubiła Jana III, księcia Bretanii[2],
  - Filip VI (1293[2] -1350[2]), król Francji[2],
  - Joanna (ok. 1295[2] - 1352[2]), poślubiła Wilhelma I, hrabiego Hainaut, była matką królowej Anglii Filipy[2],
  - Małgorzata (?-1342[2]), poślubiła Gwidona de Châtillon, hrabiego Blois[2],
  - Karol II (1297[2]- 1346[2]), hrabia d’Alençon
  - Katarzyna, zmarła w dzieciństwie[2].
- Z drugiego małżeństwa:
  - Jan, zmarł w dzieciństwie[2],
  - Katarzyna II (1303[2] - 1346[2]), tytularna cesarzowa Konstantynopola
  - Joanna (ok. 1304[2] - 1363[2]), żona Roberta III d’Artois[2]
  - Izabela (1306[2] - 1349[2]), opatka Fontevraud
- Z trzeciego małżeństwa:
  - Maria (?- 1331[2]), żona Karola, księcia Kalabrii[2], była matką królowej Neapolu Joanny I[3],
  - Izabela (?- 1383[2]), żona Piotra I, księcia Bourbon[2],
  - Blanka (1317[3]- 1348[2]), żona cesarza Karola IV Luksemburskiego[2],
  - Ludwik (1309[2]-1328[2]), hrabia Alencon i Chartres[3].

## Karol w kulturze
Karol de Valois jest jednym z głównych bohaterów cyklu powieści Maurice’a Druona Królowie przeklęci. Występuje on w pierwszych pięciu częściach sagi: Król z żelaza, Zamordowana królowa, Trucizna królewska, Prawo mężczyzn i Wilczyca z Francji.
Postać Karola występuje również w dwóch ekranizacjach powieści. W wersji z 1972 w reżyserii Claude’a Barma rolę Karola zagrał Jean Deschamps. W wersji z 2005 w reżyserii Josée Dayana w postać Karola wcielił się Jacques Spiesser.